# Толстых, Виктор Сергеевич
 Виктор Сергеевич Толстых (17 мая 1985, Тамбов, СССР) — российский футболист, защитник. Мастер спорта России.

## Карьера
В детстве начал заниматься футболом в своём родном городе, участвовал в соревнованиях между местными и региональными командами по футболу. Первым профессиональным клубом стала местная команда «Динамо», выступавшая во Второй лиге. Играл за клуб в период с 2002 по 2008 год, с 2009 по 2010 и с 2012 года. В 2007 году Толстых было присвоено звание мастера спорта после выхода «Динамо» в полуфинал Кубка России сезона 2006/07. По сумме двух встреч против ФК «Москва» брянская команда проиграла 1:2. В 2012 году брянский клуб пережил кризис. Команда была лишена профессиональной лицензии и покинула ФНЛ. Толстых, на тот момент игравший в Новороссийске, решил перейти в «Динамо».